# La Désirade
La Désirade er en ø i Caribiske Hav, Små Antiller, og tilhører det franske oversøiske departement Guadeloupe, 10 km øst for Grande-Terre (Guadeloupe). Øen har et areal på 20,64 km² og har 1620 indbyggere (2000).
Désirade blev opdaget af Christoffer Columbus, og blev kaldt Deseada. Den var i mere end 200 år, frem til 1958, en koloni for spedalske.
- Wikimedia Commons har flere filer relateret til La Désirade

16°18′00″N 61°05′00″V / 16.30000°N 61.08333°V